# Rasheer Fleming
Rasheer TyLee Fleming, né le 10 juillet 2004 à Camden dans le New Jersey, est un joueur américain de basket-ball évoluant au poste d'ailier fort et mesurant 2,04 m.

## Biographie

### NBA
Rasheer Fleming est sélectionné en trente-et-unième position par les Timberwolves du Minnesota lors de la draft 2025 de la NBA puis envoyé aux Suns de Phoenix.

## Statistiques

### Universitaires
| Saison    | Équipe       | Matchs | Titul. | Min./m | % Tir | % 3pts | % LF | Rbds/m. | Pass/m. | Int/m. | Ctr/m. | Pts/m. |
| --------- | ------------ | ------ | ------ | ------ | ----- | ------ | ---- | ------- | ------- | ------ | ------ | ------ |
| 2022-2023 | Saint-Joseph | 31     | 18     | 20.5   | .427  | .297   | .690 | 5.0     | .6      | .8     | .9     | 5.8    |
| 2023-2024 | Saint-Joseph | 35     | 35     | 26.8   | .528  | .324   | .612 | 7.4     | .8      | .8     | 1.5    | 10.7   |
| 2024-2025 | Saint-Joseph | 35     | 35     | 31.3   | .531  | .390   | .743 | 8.5     | 1.3     | 1.4    | 1.5    | 14.7   |
| Total     | Total        | 101    | 88     | 26.4   | .510  | .349   | .680 | 7.1     | .9      | 1.0    | 1.3    | 10.6   |

## Palmarès et distinctions individuelles

### Universitaire
- First-team All-Atlantic 10 (2025)